# Sackheim (Królewiec)
Sackheim – książęca, następnie królewska wolnizna w latach 1578–1809, później część śródmieścia Królewca.
Pierwotnie wieś, wzmiankowana w 1326. Położona na północnym brzegu Pregoły, na wschód od zamku i od Lipnika, od północy granicząca z Neue Sorge.

## Kościoły

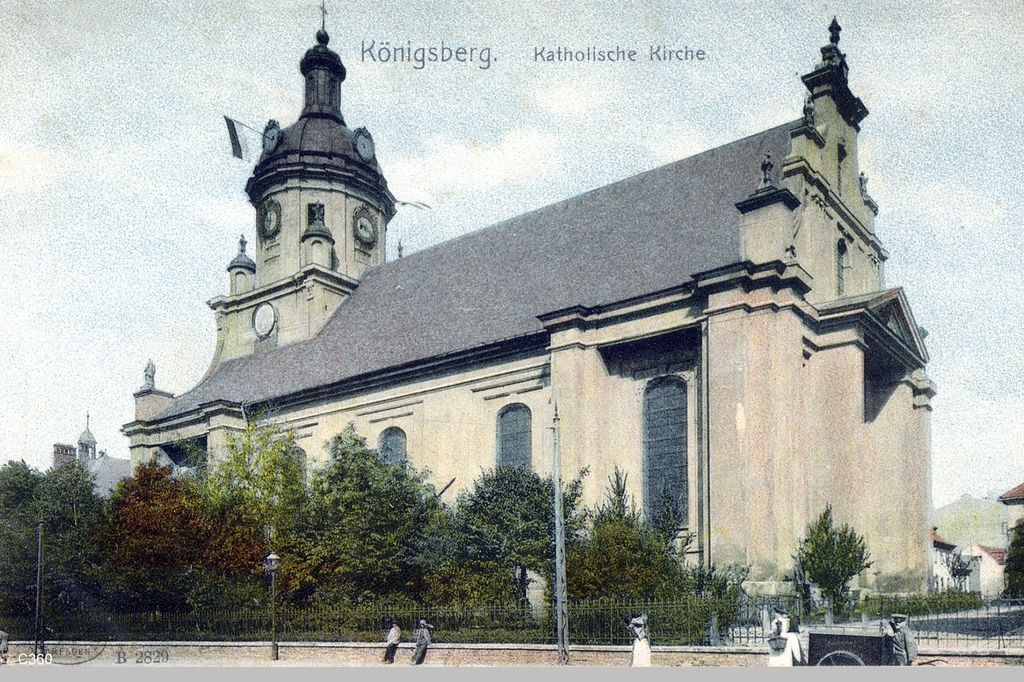
Kościół katolicki na Sackheim

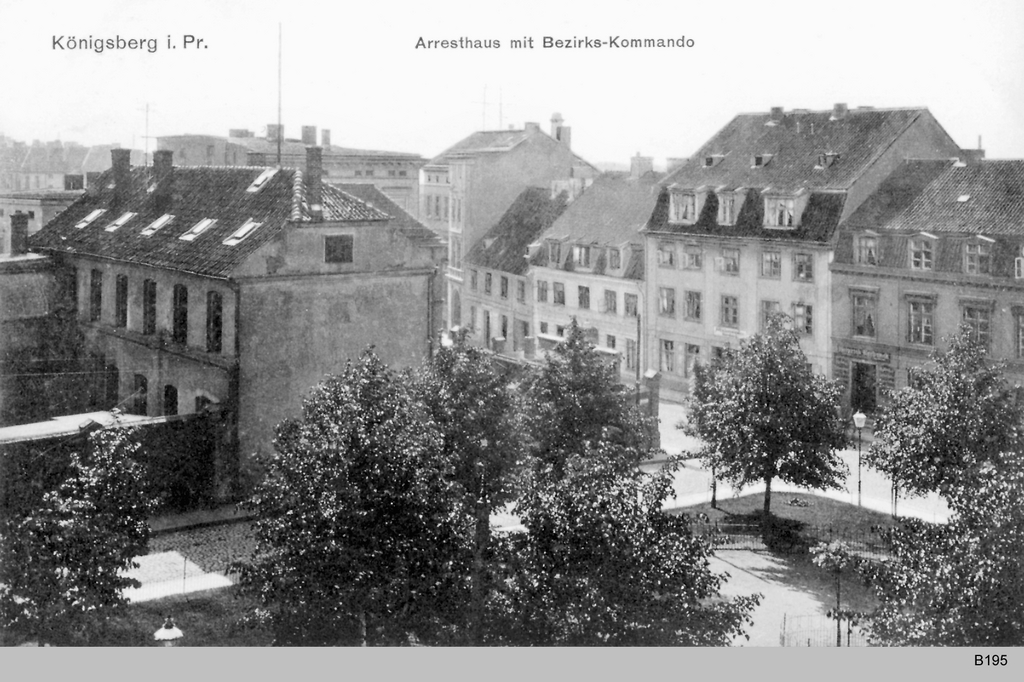
Areszt i komendantura – dawny kościół św. Elzbiety

Średniowieczny kościół św. Elżbiety należał do klasztoru żeńskiego, rozwiązanego po 1525. W latach 1603–1807 służył ewangelikom litewskim, którzy przenieśli się tu z kościoła na Steindamm, następnie został przebudowany na cele świeckie, służąc jako areszt wojskowy i komendantura okręgowa.
Staraniem polskiego dworu królewskiego Zygmunta III Wazy w latach 1614–1616 zbudowano pierwszy po reformacji w Prusach Książęcych parafialny kościół katolicki podlegający biskupom warmińskim. Nosił wezwanie św. Andrzeja Apostoła, Jana Chrzciciela i Wojciecha. Barokowa bezwieżowa budowla, uważana przez współczesnych za jedną z najładniejszych w mieście, spłonęła w 1764.

### Kościół św. Jana Chrzciciela (Propsteikirche)
Nowy kościół pw. św. Jana Chrzciciela wzniesiono 1765–1776 (proj. Lilienthal). Był rokokową 5-przęsłową halową budowlą trójnawową z drewnianym pseudosklepieniem krzyżowym. W fasadzie od zachodu ponad wolutowym frontonem wznosiła się owalna wieża zwieńczona kopułą. Kościół należał do największych w mieście: jego długość wynosiła 46,2 m, szerokość 27,3 m, a wysokość wieży – 59,65 m. Po zorganizowaniu 1858 dekanatu sambijskiego został siedzibą dziekana. Znany był jako (niem.) Propsteikirche. W 1875 został przejściowo zajęty przez starokatolików. Klasycystyczny ołtarz główny powstał po 1844 według projektu R. Wiegmanna z Düsseldorfu, poprzedni przeniesiono do Runowa. Dwa ołtarze boczne, kazalnica, organy i konfesjonały były rokokowe. Wnętrze w 1893 zostało ozdobione witrażami i malowidłami ściennymi, m.in. z wyobrażeniami polskich świętych.

### Sackheimer Kirche
Niemieckie nabożeństwa ewangelickie odprawiano początkowo w kościele św. Elżbiety, co powodowało konflikty z parafianami litewskimi. Kamień węgielny pod kościół parafialny (Sackheimer Kirche) położono w 1640, jednak wskutek sporu wywołanego zbyt bliskim położeniem wobec świątyni katolickiej, poświęcono dopiero w 1648. W 1764 spłonął, odbudowany został w latach 1769–1771 według proj. Bergiusa z częściowym wykorzystaniem starych murów. Był barokowy z gotycyzującą wieżą zwieńczoną wysokim hełmem. Wnętrze było trójnawowe ze stropem wspartym na jońskich kolumnach i dwiema kondygnacjami empor. Ambona była rokokowa, ołtarz klasycystyczny. Na Sackheim znajdował się ponadto założony w 1701 przez Fryderyka Wilhelma I barokowy dom opieki dla chłopców (Waisenhaus) (proj. Joachim Ludwig Schultheiß von Unfried) z charakterystyczną wieżyczką.
W latach 1944–1945 większość zabudowy uległa zniszczeniu, ruiny rozebrano. Przez teren Sackheim przebiega obecnie szeroka al. Moskiewska (ros. Moskowskij prospekt, Московский проспект). Dawny dom opieki został odbudowany z zatarciem cech stylowych. W 1995 w prowizorycznych zabudowaniach nad Pregołą – w pobliżu dawnego kościoła, lecz już na terenie Lipnika powstała nowa rzymskokatolicka parafia Świętej Rodziny (ul. Lesopilnaja).